# Schwedisches Blumenhuhn

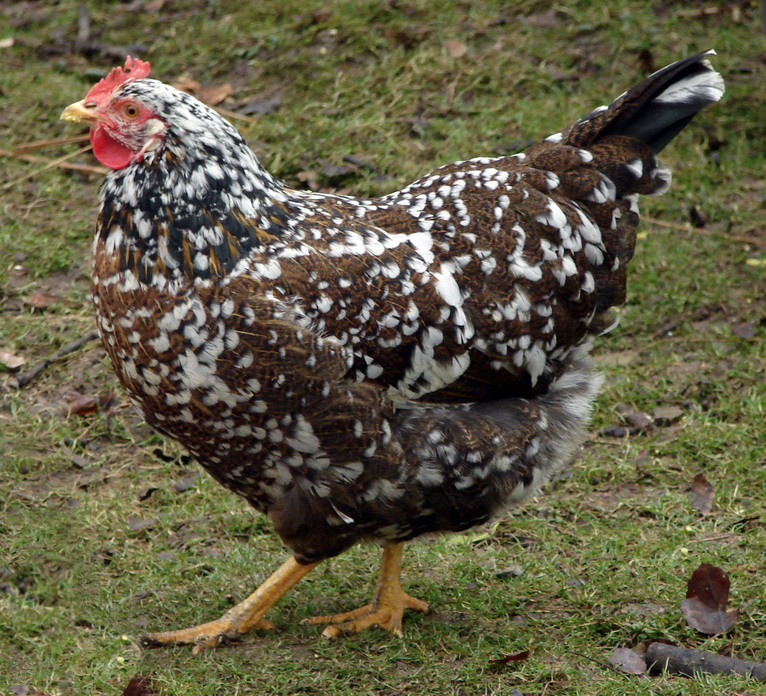
Henne

Das  Schwedische Blumenhuhn (schwedisch Skånsk blommehöna, eigtl. „Schonisches Blumenhuhn“) ist ein seltener, alter schwedischer Landschlag des Haushuhns.
Der Landschlag wurde um 1800 erstmals erwähnt und wäre in den 1970er Jahren fast ausgestorben. Die Landhühner zeichnen sich durch ein besonders vielfarbiges, „blumiges“ Gefieder aus, von dem sich auch der Name ableitet. Sie sind mit 2 bis 2,5 kg (Henne) bzw. 3 bis 3,5 kg (Hahn) der schwerste schwedische Landhuhnschlag. Die Hennen legen im ersten Legejahr je nach Quelle zwischen 180 und 220 cremefarbene Eier pro Jahr.
Die heutigen Bestände stammen von drei Gehöften in der schwedischen historischen Provinz Schonen.
In Deutschland wird die Bezeichnung „Schwedisches Blumenhuhn“ verwendet. In Schweden selbst wird es jedoch „Schonisches Blumenhuhn“ („Skånsk blommehöna“) genannt.